# Volucella bombylans
Volucella bombylans là một loài ruồi trong họ Ruồi giả ong (Syrphidae). Loài này được Linnaeus mô tả khoa học đầu tiên năm 1758. Volucella bombylans phân bố ở miền Tân bắc